# Silviu Hurduzeu
Silviu Hurduzeu (n. 18 octombrie 1973, Caransebeș, Caraș-Severin, România) este un politician român, președinte al Consiliului Județean Caraș-Severin, fost secretar de stat în cadrul Ministerului Comunicațiilor și pentru Societatea Informațională, fost prefect al județului Caraș-Severin. 
După absolvirea studiilor elementare la Caransebeș și a Liceului Teoretic “Traian Doda” din Caransebeș (1988-1992), a urmat cursurile Facultății de Electronică și Telecomunicații din cadrul Universității “Politehnica” din Timișoara (1992-1997), specializarea Electronică aplicată. 
După absolvirea facultății, a lucrat ca inginer la SC Caromet SA, Caransebeș (1998-1999), inginer la SC AHM Smartel SRL, Caransebeș (1999-2001) si la SNP Petrom SA – Sucursala Peco Caraș-Severin, Reșița (2001-2002).
În 2013 a finalizat cursurile Școlii de Studii Academice Postuniversitare “Ovidiu Șincai” din București, obținând diploma de master în specializarea Management politic iar la Universitatea Națională de Apărare “Carol I” urmează Programul postuniversitar de formare și dezvoltarea profesională continuă în domeniul Securității și Apărării naționale “Securitate și buna guvernare“. 
Între anii 2002-2009 a fost șef oficiu de poștă în cadrul Companiei Naționale Poșta Română, deținând, de asemenea, în perioada 2001-2012, funcția de consilier local în Consiliul Local al municipiului Caransebeș. În perioada 2012-2015 a deținut funcția de prefect al județului Caraș-Severin.
În perioada martie – decembrie 2015 a fost secretar de stat în cadrul Ministerului Comunicațiilor și pentru Societatea Informațională. 
La alegerile locale din  05 iunie 2016 a fost ales consilier județean pe lista Partidului Social Democrat iar în 30 iunie 2016, cu 17 voturi din totalul de 31, este ales președinte al Consiliului Județean Caraș-Severin.
Silviu Hurduzeu vorbește limba engleză. 
Are un copil.